# Wolong, Gansu
Wolong är en köping i nordvästra Kina. Den ligger i Zhuanglang härad i Pingliang i provinsen Gansu, omkring 210 kilometer sydost om provinshuvudstaden Lanzhou. Antalet invånare är 25 659. Befolkningen består av 13 284 kvinnor och 12 375 män. Barn under 15 år utgör 21,0 %, vuxna 15-64 år 69 %, och äldre över 65 år 9,0 %.